# Rediu Aldei
Rediu Aldei – wieś w Rumunii, w okręgu Jassy, w gminie Aroneanu. W 2011 roku liczyła 429 mieszkańców.